# Idhomene Kosturi
Idhomene Kosturi, född den 15 maj 1873 i Korça i Osmanska Albanien (i Osmanska riket), död den 5 november 1943 i Durrës i Albanien, var en albansk politiker.